# توماس کوک (بازیکن فوتبال)
توماس کوک (انگلیسی: Thomas Cooke؛ ۲۲ اوت ۱۸۸۵ – ۱ ژانویه ۱۹۶۴) یک بازیکن فوتبال اهل ایالات متحده آمریکا بود.